# Unión Deportiva Ibarra
La Unión Deportiva Ibarra fue un club de fútbol de la localidad de El Fraile (Arona, Santa Cruz de Tenerife, España). Fue fundado en 1969 y es uno de los equipos con más participaciones en el grupo canario de la Tercera División de España, el club fue disuelto el 31 de julio del 2025 al no poder hacer frente a las deudas arrastradas.

## Historia
El equipo se funda en 1969 bajo la denominación de Club Deportivo Ibarra. Cinco años más tarde cambiaría de Club Deportivo a Unión Deportiva. En 1980, gracias a las numerosas plazas libres que quedaron en Preferente tras la creación del grupo canario de la Tercera División, tuvo la oportunidad de estrenarse en la máxima categoría regional. Tras seis años en este nivel logra quedar campeón en la 1985-86, obteniendo así el ascenso a Tercera División. 
Entre los años 2000 y 2005 compitió con el nombre de Tenerife Sur Ibarra, apelativo que adoptarían algunos conjuntos aroneros como parte de un plan de promoción turística del municipio y del sur de la isla.
Después de veintidós temporadas ininterrumpidas compitiendo en Tercera División, estadística solo superada por la S. D. Tenisca con treinta y tres años consecutivos en esta categoría, el Ibarra descendió en 2008 a Preferente. Además es el quinto equipo canario con más temporadas en el cuarto nivel del fútbol español solo por detrás del C. D. Laguna, el C. D.Tenerife "B", U. D. Las Palmas At. y la ya mencionada S. D. Tenisca. 
En la temporada 2012-13 regresó a Tercera División sustituyendo a la U. D. San Andrés y Sauces, club que renunció a competir debido a problemas económicos.
La temporada 2016-2017 consiguió su mejor clasificación en la categoría. Su cuarto puesto le permitiría disputar por primera vez en su historia el play off de ascenso a Segunda División B. Su rival en la primera eliminatoria sería el Club Deportivo Tropezón al que no podría superar pues aunque vencería en la ida 1-0 en el Villa Isabel saldría derrotado de Cantabria por 3-1.Asimismo esa campaña alcanzaría también por vez primera la final de la Copa Heliodoro, cayendo en la tanda de penaltis frente al Club Deportivo Buzanada, quedando así sin premio un histórico ejercicio.
En mayo de 2022 regresa a categoría nacional favorecido por la imposibilidad de ascenso del Club Deportivo Tenerife C.
La temporada 2022-23 se hace con su primer título de Copa Heliodoro tras vencer en la final en el estadio Heliodoro Rodríguez López al Club Deportivo Santa Úrsula por 1-0.
El portero internacional Víctor Valdés perteneció a la cadena de filiales de este club durante gran parte de los tres años de su estancia en la isla.

## Estadio

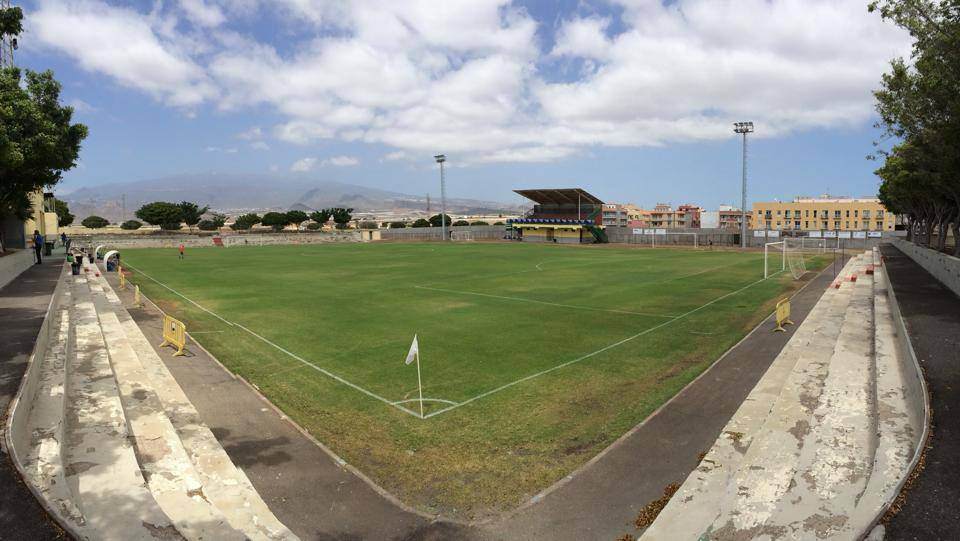
Estadio Villa Isabel

La Unión Deportiva Ibarra juega sus encuentros como local en el Estadio Villa Isabel que se encuentra ubicado en el barrio de El Fraile, muy cerca de Las Galletas. Este recinto deportivo tiene capacidad para unos 3.000 espectadores.

## Uniforme
- Local: el uniforme que utiliza normalmente como local es blanco con unas pequeñas franjas azules en las mangas.
- Visitante: el uniforme visitante es completamente azul marino.

## Rivalidades
Su máximo rival es el Club Deportivo Marino de la localidad de Los Cristianos. Sin embargo debido a que tradicionalmente Arona ha aportado varios equipos a la Tercera División de Canarias y a la Preferente de Tenerife el Ibarra ha mantenido y mantiene cierta rivalidad con otros clubes de su municipio como el Club Deportivo Buzanada, Atlético Arona y el Club Deportivo I'Gara.

## Todas las temporadas
| Temporada | División     | Posición | Copa del Rey |
| --------- | ------------ | -------- | ------------ |
| 1976/77   | 2.ª Regional | 9°       |              |
| 1977/78   | No Compitió  | -        |              |
| 1978/79   | 1.ª Regional | 11.º     |              |
| 1979/80   | 1.ª Regional | 3.º      |              |
| 1980/81   | Preferente   | 3º       |              |
| 1981/82   | Preferente   | 3º       |              |
| 1982/83   | Preferente   | 9º       |              |
| 1983/84   | Preferente   | 10.º     |              |
| 1984/85   | Preferente   | 9º       |              |
| 1985/86   | Preferente   | 1.º      |              |
| 1986/87   | 3ªDivisión   | 13.º     |              |
| 1987/88   | 3ªDivisión   | 4º       |              |
| 1988/89   | 3ªDivisión   | 8.º      |              |
| 1989/90   | 3ªDivisión   | 4.º      |              |
| 1990/91   | 3ªDivisión   | 13.º     |              |
| 1991/92   | 3ªDivisión   | 14º      |              |
| 1992/93   | 3ªDivisión   | 11º      |              |
| 1993/94   | 3ªDivisión   | 6.º      |              |
| 1994/95   | 3ªDivisión   | 9.º      |              |
| 1995/96   | 3ªDivisión   | 14.º     |              |
| 1996/97   | 3ªDivisión   | 15º      |              |
| 1997/98   | 3ªDivisión   | 11º      |              |
| 1998/99   | 3ªDivisión   | 15º      |              |
| 1999/00   | 3ªDivisión   | 17º      |              |

| Temporada | División     | Posición | Copa del Rey |
| --------- | ------------ | -------- | ------------ |
| 2000/01   | 3ªDivisión   | 11º      |              |
| 2001/02   | 3ªDivisión   | 12º      |              |
| 2002/03   | 3ªDivisión   | 12.º     |              |
| 2003/04   | 3ªDivisión   | 14.º     |              |
| 2004/05   | 3ªDivisión   | 15.º     |              |
| 2005/06   | 3ªDivisión   | 11.º     |              |
| 2006/07   | 3ªDivisión   | 17.º     |              |
| 2007/08   | 3ªDivisión   | 19.º     |              |
| 2008/09   | Preferente   | 9º       |              |
| 2009/10   | Preferente   | 3.º      |              |
| 2010/11   | Preferente   | 9.º      |              |
| 2011/12   | Preferente   | 3.º      |              |
| 2012/13   | 3ªDivisión   | 12.º     |              |
| 2013/14   | 3ªDivisión   | 15.º     |              |
| 2014/15   | 3ªDivisión   | 10.º     |              |
| 2015/16   | 3ªDivisión   | 10.º     |              |
| 2016/17   | 3ªDivisión   | 4.º      |              |
| 2017/18   | 3ªDivisión   | 5.º      |              |
| 2018/19   | 3ªDivisión   | 10.º     |              |
| 2019/20   | 3ªDivisión   | 18.º     |              |
| 2020/21   | 3ªDivisión   | 11.º     |              |
| 2021/22   | Preferente   | 2.º      |              |
| 2022/23   | 3ªFederación | 14.º     |              |
| 2023/24   | 3ªFederación | 14.º     |              |
| 2024/25   | 3ªFederación | 4.°      |              |

## Datos del Club
- Temporadas en Tercera División: 33
- Temporadas en Preferente: 11
- Temporadas en Primera Regional: 2
- Temporadas en Segunda Regional: 1

### Palmarés
- Preferente de Tenerife (1): 1985-86.[9]
- Copa Heliodoro Rodríguez López (1): 2022-23